# Lancôme
Lancôme és un municipi al departament del Loir i Cher (regió de Centre – Vall del Loira). L'any 2007 tenia 142 habitants.

## Demografia

### Població
El 2007 la població de fet de Lancôme era de 142 persones. Hi havia 56 famílies, de les quals 8 eren unipersonals (4 homes vivint sols i 4 dones vivint soles), 24 parelles sense fills, 20 parelles amb fills i 4 famílies monoparentals amb fills.
La població ha evolucionat segons el següent gràfic:
Habitants censats:

### Habitatges
El 2007 hi havia 70 habitatges, 54 eren l'habitatge principal de la família, 8 eren segones residències i 8 estaven desocupats. 68 eren cases i un era un apartament. Dels 54 habitatges principals, 46 estaven ocupats pels seus propietaris, 7 estaven llogats i ocupats pels llogaters i un estava cedit a títol gratuït; 7 tenien dues cambres, 7 en tenien tres, 9 en tenien quatre i 32 en tenien cinc o més. Quaranta dos habitatges disposaven pel capbaix d'una plaça de pàrquing. A 20 habitatges hi havia un automòbil i a 34 n'hi havia dos o més.

### Piràmide de població
La piràmide de població per edats i sexe el 2009 era:
| Homes | Edats   | Dones |
| ----- | ------- | ----- |
| 0     | 95 o +  | 0     |
| 0     | 90 a 94 | 0     |
| 0     | 85 a 89 | 0     |
| 0     | 80 a 84 | 0     |
| 8     | 75 a 79 | 8     |
| 8     | 70 a 74 | 0     |
| 4     | 65 a 69 | 8     |
| 0     | 60 a 64 | 0     |
| 0     | 55 a 59 | 4     |
| 12    | 50 a 54 | 4     |
| 0     | 45 a 49 | 4     |
| 0     | 40 a 44 | 0     |
| 8     | 35 a 39 | 8     |
| 4     | 30 a 34 | 4     |
| 0     | 25 a 29 | 0     |
| 8     | 20 a 24 | 4     |
| 0     | 15 a 19 | 0     |
| 0     | 10 a 14 | 0     |
| 4     | 5 a 9   | 4     |
| 0     | 0 a 4   | 8     |

## Economia
El 2007 la població en edat de treballar era de 78 persones, 64 eren actives i 14 eren inactives. De les 64 persones actives 55 estaven ocupades (27 homes i 28 dones) i 9 estaven aturades (4 homes i 5 dones). De les 14 persones inactives 4 estaven jubilades, 7 estaven estudiant i 3 estaven classificades com a «altres inactius».

### Ingressos
El 2009 a Lancôme hi havia 55 unitats fiscals que integraven 138 persones, la mediana anual d'ingressos fiscals per persona era de 18.649 €.

### Activitats econòmiques
Dels 3 establiments que hi havia el 2007, 2 eren d'empreses de construcció i 1 d'una empresa de comerç i reparació d'automòbils.
Dels 2 establiments de servei als particulars que hi havia el 2009, 1 era un guixaire pintor i 1 lampisteria.
L'any 2000 a Lancôme hi havia 8 explotacions agrícoles.

## Poblacions properes
El següent diagrama mostra les poblacions més properes.